# Floresta de Ashdown
A Floresta de Ashdown no condado de East Sussex, no sudeste da Inglaterra, é uma vasta charneca pontilhada de bosques de pinheiros, vidoeiros e carvalhos no High Weald Area of Outstanding Natural Beauty. Tornou-se famoso por servir de cenário para as histórias de "Winnie the Pooh" escritas por A. A. Milne. Há um debate em curso se a área deveria ser transformada em parque nacional.